# Eulalia viridis
Verme poliqueta, de cor verde, usualmente encontrado em rochas e colónias de mexilhões.